# NGC 1086
NGC 1086 è una galassia a spirale situata nella costellazione di Perseo, a una distanza di circa 185 milioni di anni luce dalla nostra Via Lattea.

## Scoperta
La galassia è stata scoperta il 20 agosto 1885 dall'astronomo statunitense Lewis Swift.

## Descrizione
NGC 1086 ha una classe di luminosità III-IV e presenta una larga riga a 21 cm dell'idrogeno neutro.

## Gruppo di NGC 1086
NGC 1086 è la più vasta di un gruppo di galassie denominato Gruppo di NGC 1086 e che comprende almeno quattro membri. Le altre tre galassie del gruppo sono NGC 1106, UGC 2349 e UGC 2350.